# Echevarría (Vizcaya)
Echevarría (oficialmente en euskera: Etxebarria) es una anteiglesia y municipio de la provincia de Vizcaya, en la comunidad autónoma del País Vasco en España. Perteneciente a la comarca del Lea Artibai, tiene una población de 774 habitantes (INE 2024), repartida en una extensión de 18,10 km².

## Toponimia
El nombre completo de la antigua anteiglesia es San Andrés de Echevarría. Las anteiglesias vizcaínas solían incluir en su nombre oficial el de la advocación religiosa de su parroquia. En este caso la parroquia de Echevarría está consagrada a San Andrés Apóstol. Además en el caso de Echevarría, había otras dos anteiglesias homónimas en Vizcaya de las que tenía que distinguirse: San Agustín de Echevarría y San Esteban de Echévarri.

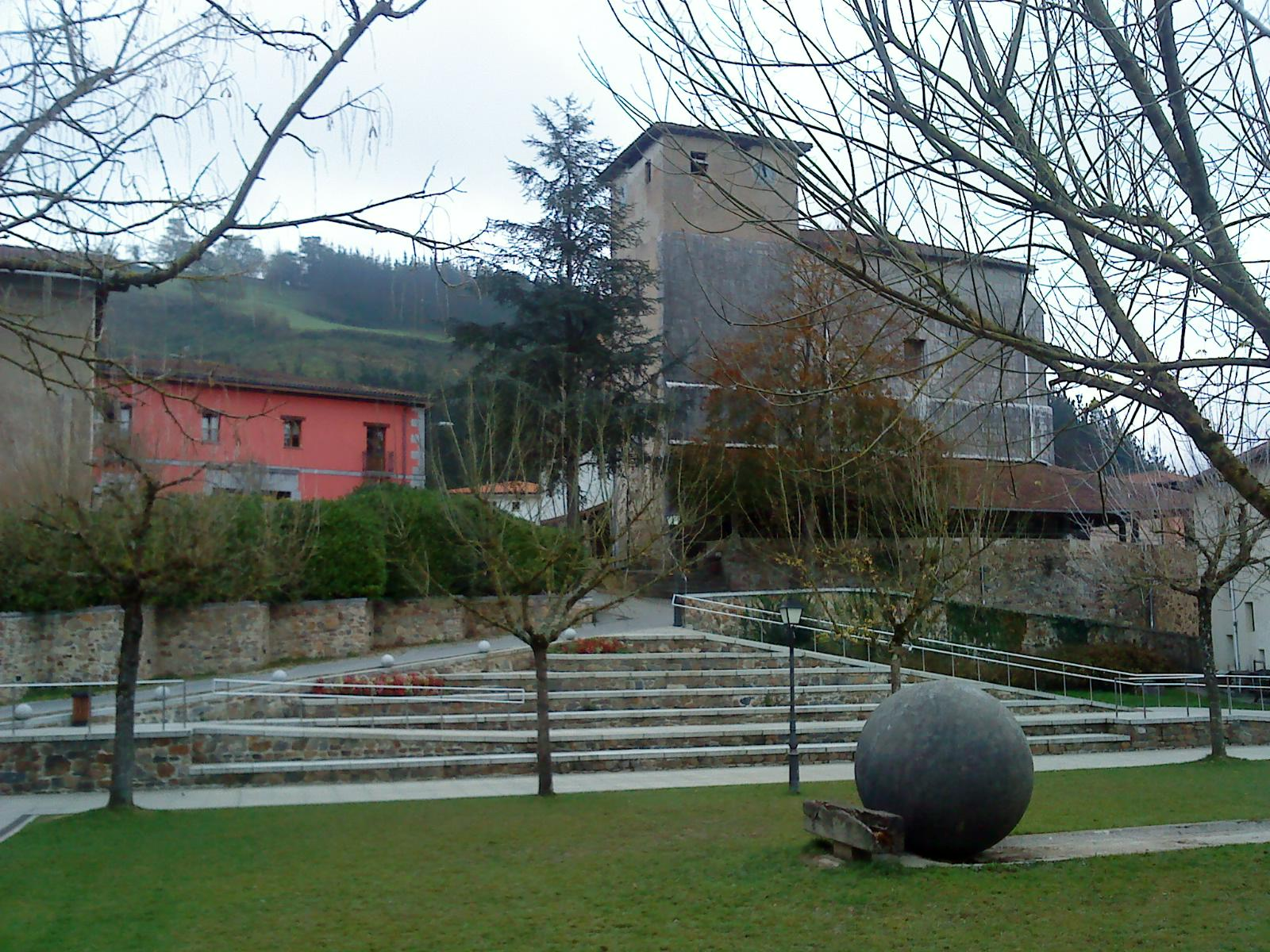
Iglesia de San Andrés

El significado etimológico de Echevarría proviene de la expresión "la casa nueva" en el dialecto vizcaíno del euskera etxe barria y es uno de los topónimos y apellidos vascos más comunes, existiendo diversas variantes del mismo. Lo que no se sabe a ciencia cierta es por qué el pueblo recibió ese nombre. Se cree que la parroquia de San Andrés se fundó a finales del siglo XIV, creándose el pueblo en torno a ella. Se trataría por tanto de un pueblo de fundación tardía, respecto a los de su entorno, lo que explicaría este nombre.
El nombre del municipio ha sido transcrito de media docena de formas diferentes. Según el INE, en el censo de 1842 figura como Echevarria, en los censos de 1857 y 1860 aparece con su antiguo nombre de San Andrés de Echevarría, en los censos de 1877 y 1887 vuelve a aparecer como Echevarria, en el censo de 1897 aparece mencionado como Echebarría, denominación que conservará hasta el censo de 1940, cuando aparece como Echevarría. Esta última es la denominación correcta del municipio según la norma ortográfica actual en castellano.
La denominación formal en euskera, Etxebarria, es una adaptación de las variantes Echevarría/Echebarría a la ortografía contemporánea del euskera y se pronuncia igual que el nombre castellano. También se puede llamar en euskera a la población Etxebarri, ya que la «a» final es un artículo y se puede perder en los topónimos descriptivos de este tipo. La denominación oficial es Etxebarria (con «a» final) para distinguir esta población de la población homónima de Echévarri, situada también en Vizcaya, que siempre se escribe sin la «a» final y se pronuncia esdrújula. Actualmente Etxebarria es la única denominación oficial del municipio desde que la adoptó el ayuntamiento en 1988. También es la forma más habitual de nombrar la población, incluso en textos en castellano.
El gentilicio es etxebarritarra.

## Historia
Hacia mediados del siglo XIX, el lugar, una anteiglesia ya por entonces con ayuntamiento propio, tenía contabilizada una población de 1200 habitantes. Aparece descrito en el séptimo volumen del Diccionario geográfico-estadístico-histórico de España y sus posesiones de Ultramar de Pascual Madoz con las siguientes palabras:

ECHEVARRIA (San Andres de): anteigl. con ayunt. en la prov. de Vizcaya (á Bilbao 8 leg.), part. jud. de Durango (4), aud. terr. de Burgos (29), c. g. de las Provincias Vascongadas (á Vitoria 11), dióc. de Calahorra (27): tiene el 28.º voto y asiento en las juntas generales de Guernica: sit. en la parte mas oriental de Vizcaya, con clima templado y lluvioso en general; los vientos reinantes N., NE. y O. y en el otoño el S.; las enfermedades mas comunes catarrales y reumatismos. Tiene 165 casas distribuidas en 4 barrios y varios cas., la municipal, cárcel, escuela concurrida por 28 niños y 7 niñas, cuyo maestro está dotado en 1210 rs.; la igl. parr. (San Andres), servida por 4 beneficiados, de presentacion particular, fué fundada en el siglo XIV, y aumentada y reedificada en el XVII: tiene una ermita bajo la advocacion de Sta. Cruz. El térm. confina N. Marquina y Jemein; E. la última anteigl. y Elgoibar (part. jud. de Vergara, prov. de Guipúzcoa); S. Elgoibar y Eibar (la misma prov. y part.), y O. otra vez con Marquina. El terreno varia mucho, siendo en lo general frio y de poca miga, mas ó menos arcilloso en los altos, y calizo-arcilloso en los bajos, y medianamente productivo á fuerza de laboreo: ademas de varias fuentes lo bañan 3 arroyuelos que se reunen cerca de la igl. parr., á los cuales cruzan 4 puentes en direccion á Marquina; los montes se hallan algo poblados y se cuida de repoblarlos, criando al intento almácigas de robles, castaños y hayas. Los caminos dirigen por S. á Guipúzcoa; por N. á Marquina, Ondarroa y Lequeitio, y se hallan en el mayor abandono, quedando apenas restos de las antiguas calzadas. El correo se recibe de la cab. del part., por peaton, los lunes, jueves y sábado, y se despacha los miércoles, viernes y domingo. prod.: trigo, maiz, alubias, lino, guindas y varias frutas, patatas, nabos y forrage; cria ganado vacuno y lanar; caza de perdices, liebres y becadas, y pesca de anguilas, truchas, bermejuelas y zarbos. ind.: 7 molinos y 2 ferrerias que no trabajan. El comercio es casi insignificante y consiste en la importacion de algunos art. de primera necesidad y esportacion de ganado y frutas. pobl.: 200 vec., 1,200 alm. riqueza: 61,910 rs. Fueron naturales de esta anteigl. D. Juan de Mañozca, arz. de Méjico en 1643, y el venerable Fr. José de Mañacoz, ob. de Cuba, martirizado por los indios.
(Madoz, 1847, pp. 444-445)

## Demografía
Echevarría cuenta con una población de 774 habitantes (INE 2024).
| Gráfica de evolución demográfica de Echevarría entre 1842 y 2021 |
| |
| Población de derecho según los censos de población del INE Población de hecho según los censos de población del INEEn estos censos se denominaba Echevarria: 1842, 1877, 1887, 1940, 1950, 1960, 1970 y 1981 En estos censos se denominaba San Andrés de Echevarría: 1857 y 1860 En estos censos se denominaba Echebarría: 1897, 1900, 1910, 1920 y 1930 |

## Administración y política

### Gobierno municipal
| Partido político                                              | 2015  | 2015       | 2011  | 2011       | 2007  | 2007       | 2003        | 2003        | 1999  | 1999       | 1995  | 1995       | 1991  | 1991       |
| Partido político                                              | %     | Concejales | %     | Concejales | %     | Concejales | %           | Concejales  | %     | Concejales | %     | Concejales | %     | Concejales |
| Euzko Alderdi Jeltzalea-Partido Nacionalista Vasco (EAJ-PNV)  | 58,89 | 4          | 49,81 | 4          | 57,41 | 4          | 96,25       | 7           | 54,35 | 4          | 50,00 | 4          | —     | —          |
| Euskal Herria Bildu (EH Bildu)-Bildu                          | 39,39 | 3          | 48,49 | 3          | —     | —          | —           | —           | —     | —          | —     | —          | —     | —          |
| Partido Socialista de Euskadi-Euskadiko Ezkerra (PSE-EE PSOE) | —     | —          | 0,19  | 0          | —     | —          | —           | —           | —     | —          | —     | —          | —     | —          |
| Partido Popular del País Vasco (PP)                           | —     | —          | —     | —          | 0,19  | 0          | 1,61        | 0           | —     | —          | —     | —          | —     | —          |
| Eusko Abertzale Ekintza-Acción Nacionalista Vasca (EAE-ANV)   | —     | —          | —     | —          | 41,28 | 3          | —           | —           | —     | —          | —     | —          | —     | —          |
| Euskal Herritarrok (EH)-Herri Batasuna (HB)                   | —     | —          | —     | —          | —     | —          | Ilegalizado | Ilegalizado | 44,04 | 3          | 46,77 | 3          | 72,58 | 7          |

### Organización territorial

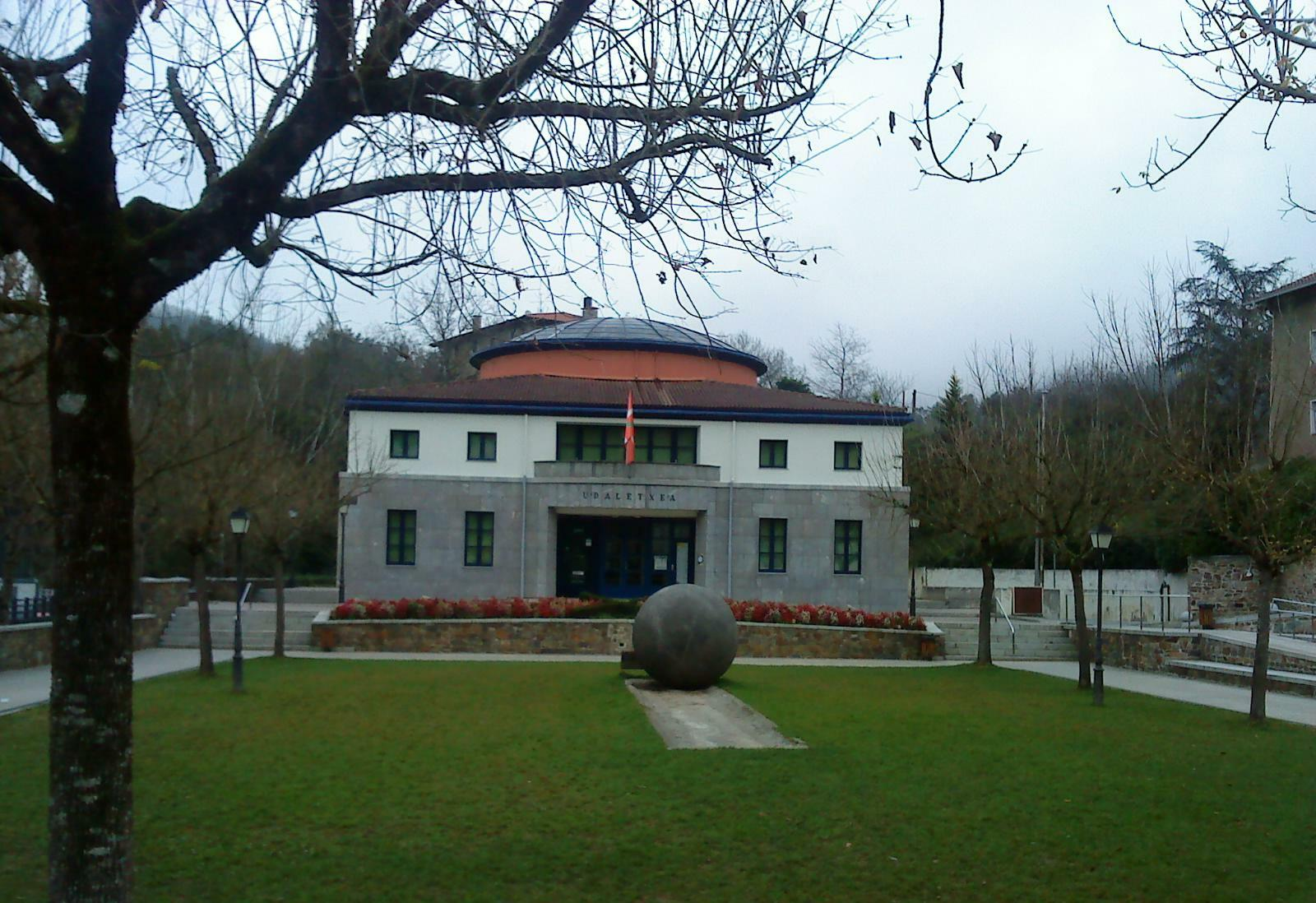
Casa consistorial

El municipio se compone de los siguientes barrios (datos de población de 2007 según INE):
- Altzaa - 175 hab.
- Aulesti - 47 hab.
- Galartza - 134 hab.
- Erbera/San Andrés - 398 hab
- Unamuntzaga - 69 hab.
- Errekarte

Únicamente el barrio de Erbera/San Andrés, que concentra casi el 50% de la población tiene un cierto carácter urbano, ya que los restantes barrios son agrupaciones de caseríos y casas más o menos dispersos.
Erbera o San Andrés es el casco urbano y principal barrio del municipio. Está situado en torno a la iglesia parroquial de San Andrés (de ahí uno de los nombres por el que es conocido este barrio) y en la parte más baja del municipio, en la vega del río Urko, de ahí su nombre de Erbera (herri bera, la parte baja del pueblo). Habitualmente, y especialmente por parte de los forasteros, este barrio es llamado Etxebarria, es decir se le da el nombre del municipio entero.

## Patrimonio
- Iglesia parroquial de San Andrés Apóstol fundada en el siglo XIV aunque el edificio actual es de 1570. En 1616 se finalizaron las obras de la cubierta de la capilla mayor. Es un edificio de estilo barroco de tipo basilical. La nave está formada por cuatro tramo abovedados que terminan en un arco de triunfo en donde se ubica el retablo de estilo barroco tardío en el que el espacio central se dedica a San Andrés. La torre, al igual que las bóvedas, son del siglo XVII. En los laterales del transepto y en la nave principal hay algunos óleos sobre bronce que fueron donados por la casa de los Barroeta en el siglo XIX.

- Hórreo de Ibarguen de mediados del siglo XVI, está elevado en cuatro pilares tronco-piramidales. La parte superior es íntegramente de madera de roble. Es el mejor hórreo conservado del País Vasco.

- Palacio Munibe es un palacio campestre de estío ecléctico que sigue los modelos herrerianos e incorpora muchos elementos típicos del barroco, fue construido en los primeros años del siglo XX. En su interior hay una importante biblioteca del siglo XVIII que fue dañada por un incendio en 1992.

- Complejo del Palacio Ansótegui, el complejo del palacio de Ansótegui está conformado por el palacio de finales del siglo XVII, principios del XVIII, el molino y la ferrería con toda la infraestructura hidráulica correspondiente. El palacio es una edificación de planta cuadrada realizada en mampostería con los remates de esquina y vanos en sillería de caliza, en la fachada ostenta el escudo de armas de los Ansotegui el cual se estima que lo mandó colocar Andrés Ansotegui, caballero de la Orden de Calatrava. Junto al palacio se ubica el molino y la ferrería que mantienen la estructura hidráulica completa. El molino mantiene todos sus elementos en uso. Actualmente es complejo se ha convertido en hotel rural.

- Palacio de Mañozka construido a finales del siglo XVIII sobre una casa-torre anterior del siglo XV. Casa natal de Juan Mañozca, arzobispo de Méjico desde 1643 a 1653, y José Santos Mañozca, que fue obispo de Cuba. El edificio es un gran caseron de planta rectangulkar hecho en mampostería con remates de sillería de caliza en los vértices y los vanos, en la fachada hay huellas de un escudo de armas desaparecido.

- Molino de Urrusolo movido por las aguar del río Urko todavía se mantiene en funcionamiento. Mantiene toda la infraestructura hidráulica.

- Palacio de Jauregui o Patrokua. Es un edificio barroco del siglo XVIII. Ostenta en su fachada el escudo de armas de los Barroeta, propietarios de palacio en 1796.[9]